# Rio Citaré
Rio Citaré är ett vattendrag i Brasilien.   Det ligger i delstaten Pará, i den norra delen av landet, 1 900 km norr om huvudstaden Brasília.
I omgivningarna runt Rio Citaré växer i huvudsak städsegrön lövskog. Trakten runt Rio Citaré är nära nog obefolkad, med mindre än två invånare per kvadratkilometer.